# Mid-year Internationals 2011
Die Mid-year Internationals 2011 (auch als Summer Tests 2011 bezeichnet) waren eine vom 29. Mai bis zum 22. Juli 2011 stattfindende Serie von internationalen Rugby-Union-Spielen zwischen Mannschaften der ersten und zweiten Stärkeklasse.
Es war dies das erste Mal seit 1973 und nur das zweite Mal in den letzten 50 Jahren, dass weder die Home Nations noch die British and Irish Lions eine Tour in die Südhemisphäre unternahmen. Stattdessen gab es Vorbereitungsspiele auf die in Neuseeland stattfindende Weltmeisterschaft 2011.

## Ergebnisse

### Woche 1
| 29. Mai 2011 14:30 MESZ | England | 32 : 38         | Barbarians | Twickenham Stadium, London Zuschauer: 38.600 Schiedsrichter: Christophe Berdos (Frankreich) |
| 29. Mai 2011 14:30 MESZ | Versuche: Trinder 3.erh. Monye 18. erh. Simpson-Daniel 26. erh. Johnson 72. n.erh. Erhöhungen: Hodgson (3/4) Straftritte: Hodgson (2/3) 16., 63. | (24:14) Bericht | Versuche: Baby 7. erh. Michalak 38. erh. Visser (2) 48. n.erh., 78. erh. Smith 56. n.erh. van Niekerk 60. erh. Erhöhungen: Michalak (3/5) Pienaar (1/1) | Twickenham Stadium, London Zuschauer: 38.600 Schiedsrichter: Christophe Berdos (Frankreich) |

### Woche 2
| 4. Juni 2011 14:30 MESZ | Wales                                                                                              | 28 : 31 | Barbarians | Millennium Stadium, Cardiff Zuschauer: 31.232 Schiedsrichter: Alain Rolland (Irland) |
| 4. Juni 2011 14:30 MESZ | Versuche: North 10. erh. Stoddart 25. erh. Philipps 54. erh. Brew 65. erh. Erhöhungen: Jones (4/4) |         | Versuche: Tekori 17. n.erh. Nacewa (2) 22. erh., 79. erh. Parisse 35. erh. Bastareaud 73. n.erh. Erhöhungen: James (3/5) | Millennium Stadium, Cardiff Zuschauer: 31.232 Schiedsrichter: Alain Rolland (Irland) |

| 4. Juni 2011 16:10 ART | Argentinien | 23 : 19         | French Barbarians                                                                      | Estadio Libertadores de América, Partido Avellaneda Schiedsrichter: Francisco Pastrana (Argentinien) |
| 4. Juni 2011 16:10 ART | Versuche: Fessia 23. erh. Figuerola 38. n.erh. Contepomi 62. n.erh. Erhöhungen: Contepomi (1/3) Straftritte: Contepomi (2) 58., 74. | (12:12) Bericht | Versuche: Boussès 12. erh. Planté 29. n.erh. Vosloo 66. erh. Erhöhungen: Beauxis (2/3) | Estadio Libertadores de América, Partido Avellaneda Schiedsrichter: Francisco Pastrana (Argentinien) |

### Woche 3
| 11. Juni 2011 15:25 ART | Argentinien                                           | 18 : 21 | French Barbarians                                                                                    | Estadio Centenario, Resistencia Schiedsrichter: Pro Legoete (Südafrika) |
| 11. Juni 2011 15:25 ART | Straftritte: Sánchez (6) 17., 29., 31., 38., 44., 55. | (12:10) | Versuche: Lapeyre 26. erh., 49. n.erh. Erhöhungen: Teulet (1/2) Straftritte: Teulet (3) 3., 42., 56. | Estadio Centenario, Resistencia Schiedsrichter: Pro Legoete (Südafrika) |

### Woche 4
| 26. Juni 2011 15:00 | Japan | 49 : 7 JST | Top League XV                                           | Prinz-Chichibu-Rugbystadion, Tokio Schiedsrichter: Shinji Aida (Japan) |
| 26. Juni 2011 15:00 | Versuche: Kikutani (3) 10. erh., 33. erh., 64. erh. Webb 18. erh. Holani 26. erh. Nicholas 44. erh. Imamura 58. erh. Erhöhungen: Nicholas (4/4) Webb (1/1) M. Williams (2/2) | (28:0)     | Versuche: Nagatomo 72. erh. Erhöhungen: Kimishima (1/1) | Prinz-Chichibu-Rugbystadion, Tokio Schiedsrichter: Shinji Aida (Japan) |

### Woche 5
| 17. Juli 2011 14:00 AEST | Australien                                                                                              | 23 : 32         | Samoa | ANZ Stadium, Sydney Zuschauer: 29.808 Schiedsrichter: Marius Jonker (Südafrika) |
| 17. Juli 2011 14:00 AEST | Versuche: Ioane 37. erh. Giteau 70. erh. Erhöhungen: Giteau (2/2) Straftritte: Giteau (3) 40., 41., 57. | (10:17) Bericht | Versuche: Tuilagi 11. erh. P. Williams 28. erh. Thompson 45. n.erh. G. Pisi 54. erh. Erhöhungen: T. Pisi (3/4) Straftritte: T. Pisi (1/2) 60. | ANZ Stadium, Sydney Zuschauer: 29.808 Schiedsrichter: Marius Jonker (Südafrika) |

### Woche 6
| 22. Juli 2011 19:35 NZST | Neuseeland | 60 : 14        | Fidschi                                                           | Carisbrook, Dunedin Zuschauer: 15.000 Schiedsrichter: Stuart Dickinson (Australien) |
| 22. Juli 2011 19:35 NZST | Versuche: Sivivatu 9. n.erh. Slade 23. erh. Hore 34. erh. Thomson 38. erh. Smith 63. erh. Weepu 68. erh. Strafversuch 76. erh. Muliaina 79. erh. Erhöhungen: Slade (4/5) Carter (3/3) Straftritte: Slade (2) 3., 20. | (32:0) Bericht | Versuche: Kenatale 52. erh. Goneva 70. erh. Erhöhungen: Bai (2/2) | Carisbrook, Dunedin Zuschauer: 15.000 Schiedsrichter: Stuart Dickinson (Australien) |